# 2974 Holden
2974 Holden (1955 QK) là một tiểu hành tinh vành đai chính được phát hiện ngày 23 tháng 8 năm 1955 bởi Đài thiên văn Goethe Link ở Brooklyn.